# Garde à vue
Garde à vue är en fransk dramafilm från 1981 i regi av Claude Miller.
Filmen är baserad på John Wainwrights roman Brainwash.

## Utmärkelser
Filmen vann fyra Césarpriser 1982.

## Rollista i urval
- Lino Ventura - polisinspektör Antoine Gallien
- Michel Serrault - Jérôme Martinaud
- Romy Schneider - Chantal Martinaud
- Guy Marchand - polisinspektör Marcel Belmont
- Pierre Maguelon - polisinspektör Adami
- Jean-Claude Penchenat - polischefen
- Elsa Lunghini - Camille
- Annie Miller - Camilles mor